# Хваліси
Хваліси — давньоруська назва народу, що мешкав у північному Прикаспії. Від нього Каспійське море називалося Хвалинським морем. Існує ряд версій щодо походження цього народу. Татіщев називає їх «нижніми болгарами». У Повісті врем'яних літ булгари і хваліси згадані разом:
| Ліві лапки | из Руси можеть ити по Волзѣ в Болгары и въ Хвалисы | Праві лапки |

Словник Брокгуаза обмежує перебування хвалісів на нижній Волзі IX—X ст. Іноді хваліси ототожнюються з печенігами. Є припущення, що Хваліси — це збірна назва ісламізованих тюрків. Існує версія (П. Лерх, В. В. Бартольді, С. П. Толстов та ін), що хваліси — це руська назва хорезмийців.